# Chanhassen

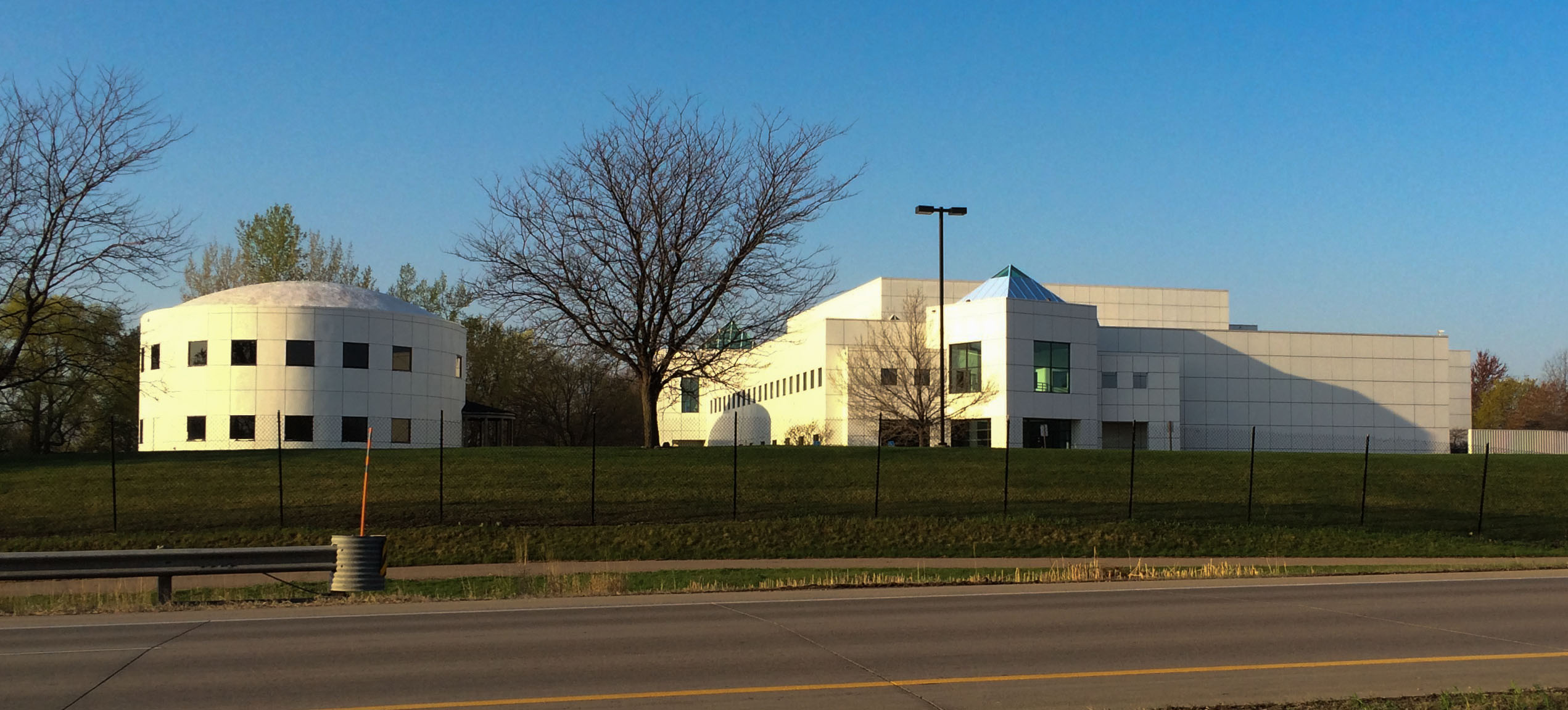
Paisley Park Records byggnader.

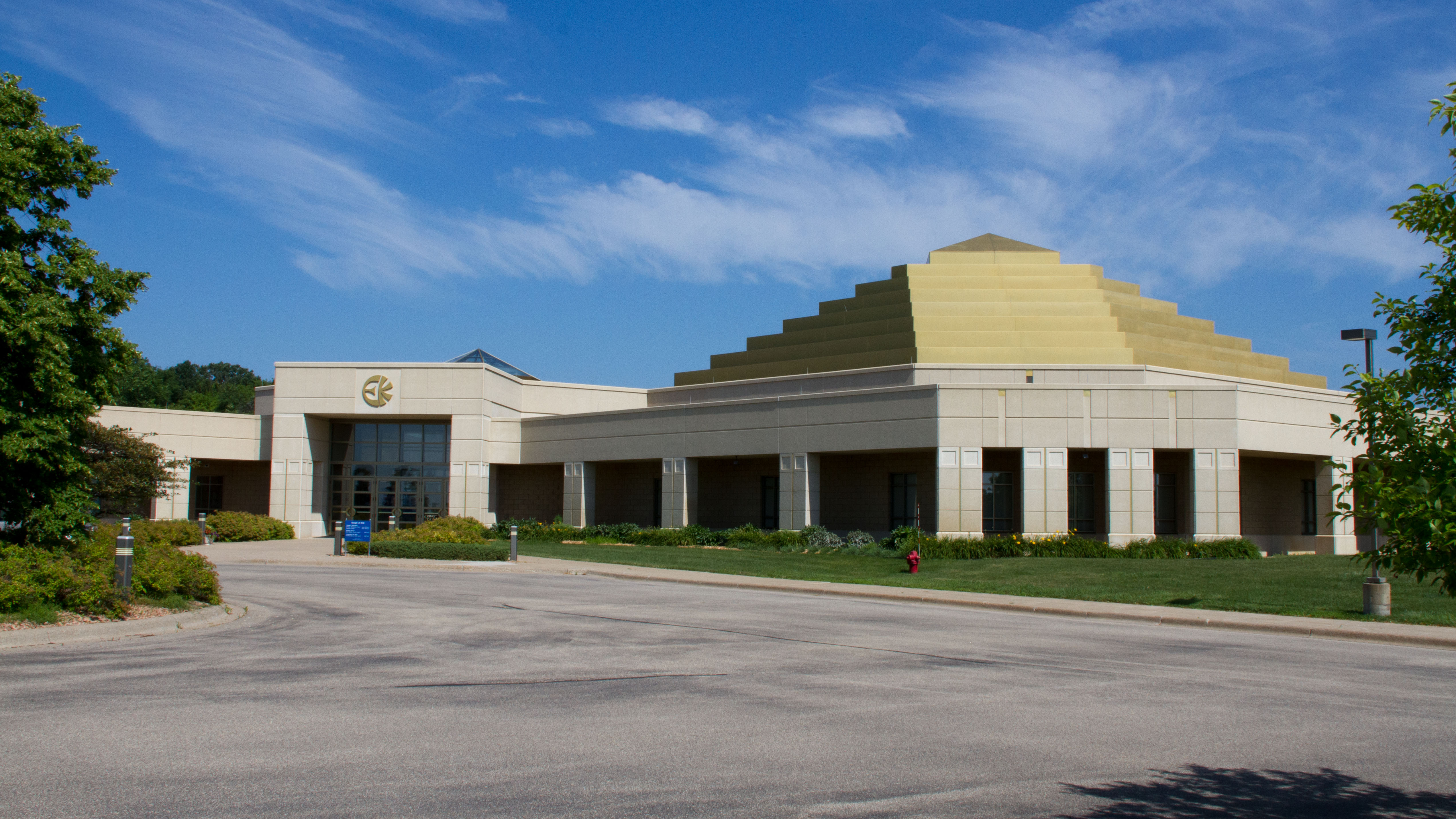
ECK-templet (Eckankar).

Chanhassen är en stad i Carver och Hennepin County i Minnesota i USA, 35–40 km sydväst om Minneapolis. Namnet Chanhassen kommer från chanhasen, vilket är ett ord från dakotaindianerna som betyder ungefär "träd med lönnsirap".
Den uppskattade befolkningen uppgick 2013 till 24 432 invånare. Chanhassen är känt bland annat för det nyreligiösa templet Eckankar samt för Paisley Park Records, där Prince hade sin studio och även sitt hem.